# Дипразеодиминдий
Дипразеодиминдий — бинарное неорганическое соединение
индия и празеодима
с формулой InPr2,
кристаллы.

## Получение
- Сплавление стехиометрических количеств чистых веществ:

{\displaystyle {\mathsf {In+2Pr\ {\xrightarrow {1017^{o}C}}\ InPr_{2}}}}

## Физические свойства
Дипразеодиминдий образует кристаллы
гексагональной сингонии,
пространственная группа P 63/mmc,
параметры ячейки a = 0,5534 нм, c = 0,6893 нм, Z = 2,
структура типа диникельиндия InNi2
.
Соединение образуется по перитектической реакции при температуре 1017°С (1020°С).